# 샤르헤이 쿠하렌카
샤르헤이 퍄트로비치 쿠하렌카(벨라루스어: Сярге́й Пятро́віч Кухарэ́нка, 러시아어: Серге́й Петро́вич Кухаре́нко 세르게이 페트로비치 쿠하렌코[*], 1976년 5월 8일~)는 벨라루스의 전직 유도 선수이다. 2000년 하계 올림픽 남자 하프미들급과 2004년 하계 올림픽 남자 미들급에 참가했다. 또한 세계 선수권 대회에서 동메달 1개, 유럽 선수권 대회에서 은메달 1개를 획득했다.